# Кильна (приток Свияги)
Ки́льна (тат. Кылна) — река в России, протекает в Татарстане. Правый приток Свияги.

## Описание
Длина реки 32 км, площадь водосборного бассейна — 560 км². Течение проходит по Приволжской возвышенности в Тетюшском районе, в устьевой части по реке проходит граница с Буинским районом. Исток вблизи деревни Ивановка (Урюмское сельское поселение) на юге Тетюшских гор. В верховьях течёт на юг и поворачивает на запад в низине между Тетюшскими и Щучьими горами. В низовьях течёт, петляя, на северо-запад и впадает в Свиягу в 143 км от устья по правому берегу. Абсолютная высота истока 160 м, устья — 68 м.
В реке водятся голавль, плотва, окунь, пескарь, язь, елец, уклейка и др. Устьевой участок реки ниже села Кошки-Новотимбаево является памятником природы регионального значения «Устье реки Кильны».
В бассейне реки расположены более 30 сёл и деревень. Крупнейшие из них (все — Тетюшский район):
- на реке: Богдашкино, Пролей-Каша, Иоково, Жуково, Кошки-Новотимбаево, Красные Тарханы.
- во всём бассейне: Большие Тарханы, Урюм, Кильдюшево, Киртели, Бакрчи, Татарская Беденьга.

Притоки (от устья, в скобках указана длина притоков в км) 
- 12 км лв: Беденьга (30)
- 21 км лв: Киртелинка (13)
- пр: Грязнуха
- лв: Келулей
- пр: Обалы
- 31 км лв: Урюмка (11)

## Гидрология
Река со смешанным питанием, преимущественно снеговым. Замерзает в начале ноября, половодье в конце марта. Средний расход воды в межень у устья — 0,29 м³/с.
Густота речной сети бассейна 0,32 км/км², лесистость 15 %. Годовой сток в бассейне 89 мм, из них 74 мм приходится на весеннее половодье. Общая минерализация от 200 мг/л в половодье до 500 мг/л в межень. Вода умеренно жёсткая (3-6 мг‑экв/л) весной и жёсткая (6-9 мг‑экв/л) зимой и летом.

## Данные водного реестра
По данным государственного водного реестра России относится к Верхневолжскому бассейновому округу, водохозяйственный участок реки — Свияга от села Альшеево и до устья, речной подбассейн реки — Волга от впадения Оки до Куйбышевского водохранилища (без бассейна Суры). Речной бассейн реки — (Верхняя) Волга до Куйбышевского водохранилища (без бассейна Оки).
Код объекта в государственном водном реестре — 08010400612112100002430.